# Ачимович, Милан
Милан Ачимович (серб. кир. Милан Аћимовић; 31 мая 1898, Пиносава — май 1945, Зеленгора) — сербский юрист, полицейский, министр внутренних дел Королевства Югославия (1938—1939). После раздела Югославии стал коллаборационистом.  Сотрудничал с германскими оккупационными властями в Сербии и возглавлял созданный ими Совет комиссаров (май — август 1941 года), а затем министерство внутренних дел в так называемом Сербском правительстве генерала Милана Недича. За организацию репрессий против участников сербского движения Сопротивления, их сторонников и населения был объявлен национальным предателем и заочно приговорён к смертной казни Верховным командованием Югославской армии на родине (ЮВуО, четники), а также народно-освободительным движением под руководством КПЮ (НОАЮ, партизаны). Вместе с тем осенью 1942 года Ачимович был уволен из правительства и стал активным сотрудником четнического движения. На позднем этапе войны служил связующим звеном между Драголюбом Михайловичем и немцами. Предположительно погиб в Боснии на Зеленгоре в мае 1945 года во время ликвидации четнической группировки Михайловича частями Югославской армии.

## Биография
Милан Ачимович родился 31 мая 1898 года в Пиносаве, в белградском муниципалитете Вождовац. Его отец погиб во время Первой мировой войны.
Окончил гимназию в Белграде и юридический факультет Белградского университета (1923). Службу начал криминалистом; 4 октября 1924 года был назначен помощником начальника Главного управления генеральной полиции городской администрации Белграда, а два года спустя стал начальником этого управления. В 1931 году он был назначен окружным инспектором в Мариборе, но вскоре вернулся в Белград.
Ачимович и начальник отдела общей полиции Белграда Йованович уже до войны сотрудничали с немецкой полицией безопасности (Зипо) и считались «абсолютно надёжными» друзьями Германии и непримиримыми противниками коммунизма. В конце 1937 года Ачимович и Йованович посетили Берлин и встретились с начальником СД и Зипо Гейдрихом и его заместителем Мюллером. Между ними была достигнута договоренность об обмене так называемыми «полицейскими атташе», на которых возлагалась функция координации взаимодействия и организации борьбы с коммунизмом в своих странах. Атташе в Белграде в начале 1938 года стал майор СС Ганс Хельм, ранее занимавшийся надзором за хорватской фашистской эмиграцией (усташами) в Германии. Хельм поддерживал тесные контакты с Ачимовичем и Йовановичем.
Ачимович состоял в радикальной партии Милана Стоядиновича. В 1938 году был назначен на должность начальника полиции Белграда, а 21 декабря 1938 года, получил пост министра внутренних дел в правительстве Милана Стоядиновича. Занимал эту должность до 5 февраля 1939 года. В апреле 1939 года он был арестован вместе со Стоядиновичем и содержался под стражей до августа 1940 года.

### Вторая мировая война
После оккупации и раздела Югославии державами «оси» Германия установила своё оккупационное управление над Сербией и сформировала в мае сербскую квислинговскую гражданскую администрацию — так называемый Совет комиссаров, возглавленный Ачимовичем и подчинённый командующему расквартированными в Сербии германскими войсками (командующему генералу для Сербии). Как пишет об обстоятельствах назначения историк Радосав Тусович, организацией исполнительных органов в оккупированном Белграде занималась айнзацгруппа Зипо и СД по Югославии в соответствии с инструкциями начальника РСХА Гейдриха. Согласно утверждению заместителя руководителя айнзацгруппы Фридриха Польте, от Гейдриха поступило предложение полагаться при выборе местных коллаборационистов на Ганса Хельма, который еще до войны поддерживал отношения с Миланом Ачимовичем и Драгомиром Йовановичем. Кандидатуры Ачимовича и Йовановича подходили немцам для решения задач по созданию полицейской, охранной и административной организации на оккупированной территории. Вместе с тем оккупационная администрация не собиралась предоставлять местным полицейским свободу в работе, а лишь делегировала им формирование институциональных структур и организацию оперативной деятельности под немецким контролем.
Ввиду полной неэффективности Совета комиссаров в противодействии развертывавшемуся в Сербии с середины лета
1941 года партизанскому движению, германские оккупанты заменили этот орган 29 августа новым — так называемым Сербским правительством, которое возглавлавил бывший югославский министр армии и флота генерал Милан Недич. В этом правительстве Ачимович стал министром внутренних дел. Он симпатизировал четникам Михайловича, с которым поддерживал тесные контакты. Немцы подозревали, что Ачимович предупредил Михайловича о начале операции «Михайлович», которая была проведена 6—7 декабря 1941 года. Предупреждение, по всей видимости, за день до начала наступления, позволило Михайловичу бежать. В январе 1942 года Ачимович посетил сербских военнопленных в офлаге около Оснабрюка в Германии. Несмотря на эти действия и подозрения немцев, Ачимович сумел остаться с ними в хороших отношениях и даже встретился с их разрешения с Михайловичем в марте 1942 года.
10 ноября 1942 года Ачимович был заменен на посту министра внутренних дел полковником Танасие Диничем, который считался более непримиримым врагом Михайловича, чем Ачимович. После отставки и изгнания немцев из Сербии в октябре 1944 года Ачимович служил связующим звеном между Михайловичем и специальным уполномоченным МИД Германии на Юго-Востоке Европы Германом Нойбахером в Вене.
После падения немецкой администрации в Сербии Ачимович присоединился к отступавшим четникам. Был убит 25 мая 1945 года югославскими партизанами в Битве на Зеленгоре.
Был членом масонской ложи «Sloga, Rad i Postojanstvo».

### Комментарии
1. ↑  Квислинг/квислинги — имя нарицательное, происходящее от имени норвежского политика В. А. Квислинга, обозначающее лиц, сотрудничавших с немецкими и итальянскими оккупационными войсками во Второй мировой войне. Как правило, член правительства страны, сотрудничающей с оккупационной державой. Известными квислингами были: маршал Ф. Петен, Й. Антонеску, Йозеф Тисо, П. Лаваль, А. Павелич, М. Недич, Л. Рупник и др.[7].